# Lista de senadores pelo Rio Grande do Norte por legislatura
Esta lista relaciona todos os senadores pelo Rio Grande do Norte que foram eleitos por sufrágio universal ou assumiram em virtude da vacância no cargo, desde a 1ª legislatura no Primeiro Reinado em 1826 até a 56ª legislatura nos dias atuais.

## 1ª Legislatura[2]
| Senador | Senador                         | Período | Período | Referências |
| ------- | ------------------------------- | ------- | ------- | ----------- |
|         | Affonso de Albuquerque Maranhão | 1826    | 1829    | [ 3 ]       |

## 2ª Legislatura[4]
| Senador | Senador                         | Período | Período | Referências |
| ------- | ------------------------------- | ------- | ------- | ----------- |
|         | Affonso de Albuquerque Maranhão | 1830    | 1833    | [ 3 ]       |

## 3ª Legislatura[5]
| Senador | Senador                         | Período | Período | Referências |
| ------- | ------------------------------- | ------- | ------- | ----------- |
|         | Affonso de Albuquerque Maranhão | 1834    | 1836    | [ 3 ]       |
|         | Francisco Brito Guerra          | 1937    | 1937    | [ 6 ]       |

## 4ª Legislatura[7]
| Senador | Senador                | Período | Período | Referências |
| ------- | ---------------------- | ------- | ------- | ----------- |
|         | Francisco Brito Guerra | 1938    | 1841    | [ 6 ]       |

## 5ª Legislatura[8]
| Senador | Senador                | Período | Período | Referências |
| ------- | ---------------------- | ------- | ------- | ----------- |
|         | Francisco Brito Guerra | 1843    | 1844    | [ 6 ]       |

## 6ª Legislatura[9]
| Senador | Senador                               | Período | Período | Referências |
| ------- | ------------------------------------- | ------- | ------- | ----------- |
|         | Francisco Brito Guerra                | 1845    | 1845    | [ 6 ]       |
|         | Paulo José de Melo de Azevedo e Brito | 1846    | 1847    | [ 10 ]      |

## 7ª Legislatura[11]
| Senador | Senador                               | Período | Referências |
| ------- | ------------------------------------- | ------- | ----------- |
|         | Paulo José de Melo de Azevedo e Brito | 1848    | [ 10 ]      |

## 8ª Legislatura[12]
| Senador | Senador                     | Período | Período | Referências |
| ------- | --------------------------- | ------- | ------- | ----------- |
|         | Manuel de Assis Mascarenhas | 1850    | 1852    | [ 13 ]      |

## 9ª Legislatura[14]
| Senador | Senador                     | Período | Período | Referências |
| ------- | --------------------------- | ------- | ------- | ----------- |
|         | Manuel de Assis Mascarenhas | 1853    | 1856    | [ 13 ]      |

## 10ª Legislatura[15]
| Senador | Senador                     | Período | Período | Referências |
| ------- | --------------------------- | ------- | ------- | ----------- |
|         | Manuel de Assis Mascarenhas | 1857    | 1860    | [ 13 ]      |

## 11ª Legislatura[16]
| Senador | Senador                     | Período | Período | Referências |
| ------- | --------------------------- | ------- | ------- | ----------- |
|         | Manuel de Assis Mascarenhas | 1861    | 1863    | [ 13 ]      |

## 12ª Legislatura[17]
| Senador | Senador                     | Período | Período | Referências |
| ------- | --------------------------- | ------- | ------- | ----------- |
|         | Manuel de Assis Mascarenhas | 1864    | 1866    | [ 13 ]      |

## 13ª Legislatura[18]
| Senador | Senador                                                | Período | Referências |
| ------- | ------------------------------------------------------ | ------- | ----------- |
|         | Francisco de Sales Torres Homem, Visconde de Inhomirim | 1868    | [ 19 ]      |

## 14ª Legislatura[20]
| Senador | Senador                                                | Período | Período | Referências |
| ------- | ------------------------------------------------------ | ------- | ------- | ----------- |
|         | Francisco de Sales Torres Homem, Visconde de Inhomirim | 1869    | 1872    | [ 19 ]      |

## 15ª Legislatura[21]
| Senador | Senador                                                | Período | Período | Referências |
| ------- | ------------------------------------------------------ | ------- | ------- | ----------- |
|         | Francisco de Sales Torres Homem, Visconde de Inhomirim | 1872    | 1875    | [ 19 ]      |

## 16ª Legislatura[22]
| Senador | Senador                                                       | Período | Período | Referências |
| ------- | ------------------------------------------------------------- | ------- | ------- | ----------- |
|         | Diogo Velho Cavalcanti de Albuquerque, Visconde de Cavalcanti | 1877    | 1878    | [ 23 ]      |

## 17ª Legislatura[24]
| Senador | Senador                                                       | Período | Período | Referências |
| ------- | ------------------------------------------------------------- | ------- | ------- | ----------- |
|         | Diogo Velho Cavalcanti de Albuquerque, Visconde de Cavalcanti | 1878    | 1881    | [ 23 ]      |

## 18ª Legislatura[25]
| Senador | Senador                                                       | Período | Período | Referências |
| ------- | ------------------------------------------------------------- | ------- | ------- | ----------- |
|         | Diogo Velho Cavalcanti de Albuquerque, Visconde de Cavalcanti | 1882    | 1884    | [ 23 ]      |

## 19ª Legislatura[26]
| Senador | Senador                                                       | Período | Referências |
| ------- | ------------------------------------------------------------- | ------- | ----------- |
|         | Diogo Velho Cavalcanti de Albuquerque, Visconde de Cavalcanti | 1885    | [ 23 ]      |

## 20ª Legislatura[27]
| Senador | Senador                                                       | Período | Período | Referências |
| ------- | ------------------------------------------------------------- | ------- | ------- | ----------- |
|         | Diogo Velho Cavalcanti de Albuquerque, Visconde de Cavalcanti | 1886    | 1889    | [ 23 ]      |

## 21ª Legislatura[28]
| Senador | Senador          | Período | Período | Referências |
| ------- | ---------------- | ------- | ------- | ----------- |
|         | Amaro Cavalcanti | 1890    | 1891    | [ 29 ]      |
|         | José Bernardo    | 1890    | 1891    | [ 30 ]      |
|         | Oliveira Galvão  | 1890    | 1891    | [ 31 ]      |

## 22ª Legislatura[32]
| Senador | Senador          | Período | Período | Referências |
| ------- | ---------------- | ------- | ------- | ----------- |
|         | Amaro Cavalcanti | 1891    | 1893    | [ 29 ]      |
|         | José Bernardo    | 1891    | 1893    | [ 30 ]      |
|         | Oliveira Galvão  | 1891    | 1893    | [ 31 ]      |

## 23ª Legislatura[33]
| Senador | Senador         | Período | Período | Referências |
| ------- | --------------- | ------- | ------- | ----------- |
|         | Almino Affonso  | 1894    | 1896    | [ 34 ]      |
|         | José Bernardo   | 1894    | 1896    | [ 30 ]      |
|         | Oliveira Galvão | 1894    | 1896    | [ 31 ]      |

## 24ª Legislatura[35]
| Senador | Senador        | Período | Período | Referências |
| ------- | -------------- | ------- | ------- | ----------- |
|         | Almino Affonso | 1897    | 1899    | [ 34 ]      |
|         | José Bernardo  | 1897    | 1899    | [ 30 ]      |
|         | Pedro Velho    | 1897    | 1899    | [ 36 ]      |

## 25ª Legislatura[37]
| Senador | Senador                 | Período | Período | Referências |
| ------- | ----------------------- | ------- | ------- | ----------- |
|         | Joaquim Ferreira Chaves | 1900    | 1902    | [ 38 ]      |
|         | José Bernardo           | 1900    | 1902    | [ 30 ]      |
|         | Pedro Velho             | 1900    | 1902    | [ 36 ]      |
|         | Rocha Fagundes          | 1900    | 1900    | [ 39 ]      |

## 26ª Legislatura[40]
| Senador | Senador                 | Período | Período | Referências |
| ------- | ----------------------- | ------- | ------- | ----------- |
|         | Joaquim Ferreira Chaves | 1903    | 1905    | [ 38 ]      |
|         | José Bernardo           | 1903    | 1905    | [ 30 ]      |
|         | Pedro Velho             | 1903    | 1905    | [ 36 ]      |

## 27ª Legislatura[41]
| Senador | Senador                 | Período | Período | Referências |
| ------- | ----------------------- | ------- | ------- | ----------- |
|         | Joaquim Ferreira Chaves | 1903    | 1905    | [ 38 ]      |
|         | José Bernardo           | 1906    | 1908    | [ 30 ]      |
|         | Meira e Sá              | 1906    | 1907    | [ 42 ]      |
|         | Mello e Souza           | 1908    | 1915    | [ 43 ]      |
|         | Pedro Velho             | 1906    | 1907    | [ 36 ]      |

## 28ª Legislatura[44]
| Senador | Senador                 | Período | Período | Referências |
| ------- | ----------------------- | ------- | ------- | ----------- |
|         | Joaquim Ferreira Chaves | 1909    | 1911    | [ 38 ]      |
|         | Meira e Sá              | 1909    | 1910    | [ 42 ]      |
|         | Mello e Souza           | 1908    | 1915    | [ 43 ]      |
|         | Tavares de Lyra         | 1910    | 1914    | [ 45 ]      |

## 29ª Legislatura[46]
| Senador | Senador                 | Período | Período | Referências |
| ------- | ----------------------- | ------- | ------- | ----------- |
|         | Eloy de Souza           | 1914    | 1921    | [ 47 ]      |
|         | Joaquim Ferreira Chaves | 1912    | 1913    | [ 38 ]      |
|         | João Lyra               | 1915    | 1918    | [ 48 ]      |
|         | Mello e Souza           | 1908    | 1915    | [ 43 ]      |
|         | Tavares de Lyra         | 1910    | 1914    | [ 45 ]      |

## 30ª Legislatura[49]
| Senador | Senador       | Período | Período | Referências |
| ------- | ------------- | ------- | ------- | ----------- |
|         | Eloy de Souza | 1914    | 1921    | [ 47 ]      |
|         | João Lyra     | 1915    | 1918    | [ 48 ]      |
|         | Mello e Souza | 1915    | 1920    | [ 43 ]      |

## 31ª Legislatura[50]
| Senador | Senador                 | Período | Período | Referências |
| ------- | ----------------------- | ------- | ------- | ----------- |
|         | Eloy de Souza           | 1914    | 1921    | [ 47 ]      |
|         | Joaquim Ferreira Chaves | 1920    | 1920    | [ 38 ]      |
|         | João Lyra               | 1918    | 1927    | [ 48 ]      |
|         | Mello e Souza           | 1908    | 1915    | [ 43 ]      |

## 32ª Legislatura[51]
| Senador | Senador                 | Período | Período | Referências |
| ------- | ----------------------- | ------- | ------- | ----------- |
|         | Eloy de Souza           | 1921    | 1927    | [ 47 ]      |
|         | Joaquim Ferreira Chaves | 1923    | 1923    | [ 38 ]      |
|         | João Lyra               | 1918    | 1927    | [ 48 ]      |
|         | Tobias Monteiro         | 1921    | 1923    | [ 52 ]      |

## 33ª Legislatura[53]
| Senador | Senador                 | Período | Período | Referências |
| ------- | ----------------------- | ------- | ------- | ----------- |
|         | Eloy de Souza           | 1921    | 1927    | [ 47 ]      |
|         | Joaquim Ferreira Chaves | 1924    | 1926    | [ 38 ]      |
|         | João Lyra               | 1918    | 1927    | [ 48 ]      |

## 34ª Legislatura[54]
| Senador | Senador                 | Período | Período | Referências |
| ------- | ----------------------- | ------- | ------- | ----------- |
|         | Eloy de Souza           | 1921    | 1927    | [ 47 ]      |
|         | Joaquim Ferreira Chaves | 1927    | 1929    | [ 38 ]      |
|         | João Lyra               | 1927    | 1930    | [ 48 ]      |
|         | José Augusto Medeiros   | 1928    | 1930    | [ 55 ]      |
|         | Juvenal Lamartine       | 1927    | 1928    | [ 56 ]      |

## 35ª Legislatura[57]
| Senador | Senador                 | Período | Período | Referências |
| ------- | ----------------------- | ------- | ------- | ----------- |
|         | Joaquim Ferreira Chaves | 1930    | 1930    | [ 38 ]      |
|         | João Lyra               | 1927    | 1930    | [ 48 ]      |
|         | José Augusto Medeiros   | 1928    | 1930    | [ 55 ]      |

## 36ª Legislatura[58]
- Não houve

## 37ª Legislatura[59]
| Senador | Senador                           | Período | Período | Referências |
| ------- | --------------------------------- | ------- | ------- | ----------- |
|         | Eloy de Souza                     | 1935    | 1937    | [ 47 ]      |
|         | Joaquim Ignácio de Carvalho Filho | 1935    | 1937    | [ 60 ]      |

## 38ª Legislatura[61]
| Senador | Senador               | Período | Período | Referências |
| ------- | --------------------- | ------- | ------- | ----------- |
|         | Ferreira de Sousa     | 1946    | 1955    | [ 62 ]      |
|         | Georgino Avelino      | 1946    | 1955    | [ 63 ]      |
|         | João Câmara           | 1947    | 1948    | [ 64 ]      |
|         | Kerginaldo Cavalcanti | 1948    | 1951    | [ 65 ]      |

## 39ª Legislatura[66]
| Senador | Senador               | Período | Período | Referências |
| ------- | --------------------- | ------- | ------- | ----------- |
|         | Dinarte Mariz         | 1955    | 1956    | [ 67 ]      |
|         | Ferreira de Sousa     | 1946    | 1955    | [ 62 ]      |
|         | Georgino Avelino      | 1946    | 1955    | [ 63 ]      |
|         | Kerginaldo Cavalcanti | 1951    | 1959    | [ 65 ]      |
|         | Luis Lopes Varéla     | 1951    | 1951    | [ 68 ]      |

## 40ª Legislatura[69]
| Senador | Senador               | Período | Período | Referências |
| ------- | --------------------- | ------- | ------- | ----------- |
|         | Dinarte Mariz         | 1955    | 1956    | [ 67 ]      |
|         | Dix-Huit Rosado       | 1959    | 1967    | [ 70 ]      |
|         | Georgino Avelino      | 1955    | 1959    | [ 63 ]      |
|         | Kerginaldo Cavalcanti | 1951    | 1959    | [ 65 ]      |
|         | Reginaldo Fernandes   | 1956    | 1963    | [ 71 ]      |
|         | Sérgio Marinho        | 1957    | 1957    | [ 72 ]      |

## 41ª Legislatura[73]
| Senador | Senador             | Período | Período | Referências |
| ------- | ------------------- | ------- | ------- | ----------- |
|         | Dix-Huit Rosado     | 1959    | 1967    | [ 70 ]      |
|         | Georgino Avelino    | 1955    | 1959    | [ 63 ]      |
|         | Reginaldo Fernandes | 1956    | 1963    | [ 71 ]      |
|         | Sérgio Marinho      | 1959    | 1963    | [ 72 ]      |

## 42ª Legislatura[74]
| Senador | Senador         | Período | Período | Referências |
| ------- | --------------- | ------- | ------- | ----------- |
|         | Cortez Pereira  | 1963    | 1963    | [ 75 ]      |
|         | Dinarte Mariz   | 1963    | 1970    | [ 67 ]      |
|         | Dix-Huit Rosado | 1959    | 1967    | [ 70 ]      |
|         | José Bezerra    | 1963    | 1965    | [ 76 ]      |
|         | Manoel Villaça  | 1966    | 1971    | [ 77 ]      |
|         | Walfredo Gurgel | 1963    | 1966    | [ 78 ]      |

## 43ª Legislatura[79]
| Senador | Senador        | Período | Período | Referências |
| ------- | -------------- | ------- | ------- | ----------- |
|         | Dinarte Mariz  | 1963    | 1970    | [ 67 ]      |
|         | Duarte Filho   | 1967    | 1973    | [ 80 ]      |
|         | Manoel Villaça | 1966    | 1971    | [ 77 ]      |

## 44ª Legislatura[81]
| Senador | Senador        | Período | Período | Referências |
| ------- | -------------- | ------- | ------- | ----------- |
|         | Dinarte Mariz  | 1971    | 1978    | [ 67 ]      |
|         | Duarte Filho   | 1967    | 1973    | [ 80 ]      |
|         | Jessé Freire   | 1971    | 1978    | [ 82 ]      |
|         | Luiz de Barros | 1973    | 1975    | [ 83 ]      |
|         | Manoel Villaça | 1966    | 1971    | [ 77 ]      |

## 45ª Legislatura[84]
| Senador | Senador        | Período | Período | Referências |
| ------- | -------------- | ------- | ------- | ----------- |
|         | Agenor Maria   | 1975    | 1983    | [ 85 ]      |
|         | Dinarte Mariz  | 1971    | 1978    | [ 67 ]      |
|         | Jessé Freire   | 1971    | 1978    | [ 82 ]      |
|         | Luiz de Barros | 1973    | 1975    | [ 83 ]      |

## 46ª Legislatura[86]
| Senador | Senador       | Período | Período | Referências |
| ------- | ------------- | ------- | ------- | ----------- |
|         | Agenor Maria  | 1975    | 1983    | [ 85 ]      |
|         | Dinarte Mariz | 1979    | 1984    | [ 67 ]      |
|         | Jessé Freire  | 1979    | 1980    | [ 82 ]      |
|         | Martins Filho | 1980    | 1987    | [ 87 ]      |
|         | Moacyr Duarte | 1982    | 1987    | [ 88 ]      |

## 47ª Legislatura[89]
| Senador | Senador                 | Período | Período | Referências |
| ------- | ----------------------- | ------- | ------- | ----------- |
|         | Carlos Alberto de Souza | 1983    | 1991    | [ 90 ]      |
|         | Dinarte Mariz           | 1979    | 1984    | [ 67 ]      |
|         | Martins Filho           | 1980    | 1987    | [ 87 ]      |
|         | Moacyr Duarte           | 1982    | 1987    | [ 88 ]      |

## 48ª Legislatura[91]
| Senador | Senador                 | Período | Período | Referências |
| ------- | ----------------------- | ------- | ------- | ----------- |
|         | Carlos Alberto de Souza | 1983    | 1991    | [ 90 ]      |
|         | José Agripino Maia      | 1987    | 1995    | [ 92 ]      |
|         | Lavoisier Maia          | 1987    | 1995    | [ 93 ]      |

## 49ª Legislatura[94]
| Senador | Senador               | Período                | Período                | Referências |
| ------- | --------------------- | ---------------------- | ---------------------- | ----------- |
|         | Dario Pereira         | 1991                   | 1995                   | [ 95 ]      |
|         | Fernando Bezerra      | 1994                   | 1999                   | [ 96 ]      |
|         | Garibaldi Alves Filho | 1 de fevereiro de 1991 | 31 de dezembro de 1994 | [ 97 ]      |
|         | José Agripino Maia    | 1987                   | 1995                   | [ 92 ]      |
|         | Lavoisier Maia        | 1987                   | 1995                   | [ 93 ]      |

## 50ª Legislatura[98]
| Senador | Senador            | Período              | Período               | Referências |
| ------- | ------------------ | -------------------- | --------------------- | ----------- |
|         | Geraldo Melo       | 1 de janeiro de 1995 | 31 de janeiro de 1999 | [ 99 ]      |
|         | José Agripino Maia | 1 de janeiro de 1995 | 31 de janeiro de 1999 | [ 92 ]      |

### Suplente
|  | Fernando Bezerra | 1 de fevereiro de 1995 | 31 de janeiro de 1999 | [ 96 ] |

## 51ª Legislatura[100]
| Senador | Senador            | Período                | Período               | Referências |
| ------- | ------------------ | ---------------------- | --------------------- | ----------- |
|         | Fernando Bezerra   | 1 de fevereiro de 1999 | 31 de janeiro de 2003 | [ 96 ]      |
|         | Geraldo Melo       | 1 de fevereiro de 1999 | 31 de janeiro de 2003 | [ 99 ]      |
|         | José Agripino Maia | 1 de fevereiro de 1999 | 31 de janeiro de 2003 | [ 92 ]      |

### Suplentes
|                     | Agnelo Alves | 3 de agosto de 1999   | 31 de dezembro de 2000 | [ 96 ]  |
|                     | Tasso Rosado | 4 de janeiro de 2001  | 15 de maio de 2001     | [ 101 ] |
| 7 de agosto de 2002 | Tasso Rosado | 5 de dezembro de 2002 |                        | [ 101 ] |

## 52ª Legislatura[102]
| Senador | Senador               | Período                | Período               | Referências |
| ------- | --------------------- | ---------------------- | --------------------- | ----------- |
|         | Fernando Bezerra      | 1 de fevereiro de 1999 | 31 de janeiro de 2007 | [ 96 ]      |
|         | Garibaldi Alves Filho | 1 de fevereiro de 2003 | 31 de janeiro de 2011 | [ 97 ]      |
|         | José Agripino Maia    | 1 de fevereiro de 2003 | 31 de janeiro de 2011 | [ 92 ]      |

## 53ª Legislatura[103]
| Senador | Senador               | Período                | Período                | Referências |
| ------- | --------------------- | ---------------------- | ---------------------- | ----------- |
|         | Garibaldi Alves Filho | 1 de fevereiro de 2003 | 31 de janeiro de 2011  | [ 97 ]      |
|         | José Agripino Maia    | 1 de fevereiro de 2003 | 31 de janeiro de 2011  | [ 92 ]      |
|         | Rosalba Ciarlini      | 1 de janeiro de 2007   | 31 de dezembro de 2010 | [ 104 ]     |

### Suplentes
| Suplente             | Suplente        | Período               | Período                | Referências |
| -------------------- | --------------- | --------------------- | ---------------------- | ----------- |
|                      | João Faustino   | 15 de julho de 2010   | 12 de novembro de 2010 | [ 105 ]     |
| 1 de janeiro de 2011 | João Faustino   | 30 de janeiro de 2011 |                        |             |
|                      | José Bezerra    | 15 de julho de 2010   | 12 de novembro de 2010 | [ 106 ]     |
|                      | Garibaldi Alves | 5 de janeiro de 2011  | 6 de dezembro de 2011  | [ 107 ]     |

## 54ª Legislatura[108]
| Senador | Senador               | Período                | Período               | Referências |
| ------- | --------------------- | ---------------------- | --------------------- | ----------- |
|         | Garibaldi Alves Filho | 1 de fevereiro de 2011 | 31 de janeiro de 2019 | [ 97 ]      |
|         | José Agripino Maia    | 1 de fevereiro de 2011 | 31 de janeiro de 2019 | [ 92 ]      |

### Suplentes
| Suplente            | Suplente        | Período                | Período                | Referências |
| ------------------- | --------------- | ---------------------- | ---------------------- | ----------- |
|                     | Paulo Davim     | 3 de fevereiro de 2011 | 31 de dezembro de 2014 | [ 109 ]     |
|                     | Garibaldi Alves | 6 de abril de 2012     | 25 de março de 2014    | [ 107 ]     |
|                     | Ivonete Dantas  | 7 de dezembro de 2011  | 5 de abril de 2012     | [ 110 ]     |
| 26 de março de 2014 | Ivonete Dantas  | 31 de janeiro de 2015  |                        | [ 110 ]     |

## 55ª Legislatura[111]
| Senador | Senador               | Período                | Período                | Referências |
| ------- | --------------------- | ---------------------- | ---------------------- | ----------- |
|         | Fátima Bezerra        | 1 de fevereiro de 2015 | 31 de dezembro de 2018 | [ 112 ]     |
|         | Garibaldi Alves Filho | 1 de fevereiro de 2011 | 31 de janeiro de 2019  | [ 97 ]      |
|         | José Agripino Maia    | 1 de fevereiro de 2011 | 31 de janeiro de 2019  | [ 92 ]      |

### Suplente
| Suplente | Suplente         | Período              | Período          | Referências |
| -------- | ---------------- | -------------------- | ---------------- | ----------- |
|          | Jean Paul Prates | 3 de janeiro de 2019 | até a atualidade | [ 113 ]     |

## 56ª Legislatura[114]
| Senador | Senador            | Período                | Período          | Referências |
| ------- | ------------------ | ---------------------- | ---------------- | ----------- |
|         | Styvenson Valentim | 1 de fevereiro de 2019 | até a atualidade | [ 115 ]     |
|         | Zenaide Maia       | 1 de fevereiro de 2019 | até a atualidade | [ 116 ]     |

### Suplente
| Suplente | Suplente         | Período               | Período                | Referências |
| -------- | ---------------- | --------------------- | ---------------------- | ----------- |
|          | Jean Paul Prates | 3 de janeiro de 2019  | 25 de janeiro de 2023  | [ 113 ]     |
|          | Theodorico Netto | 25 de janeiro de 2023 | 1 de fevereiro de 2023 | [ 117 ]     |

## 57ª Legislatura[118]
| Senador | Senador            | Período                | Período          | Referências |
| ------- | ------------------ | ---------------------- | ---------------- | ----------- |
|         | Styvenson Valentim | 1 de fevereiro de 2019 | até a atualidade | [ 115 ]     |
|         | Zenaide Maia       | 1 de fevereiro de 2019 | até a atualidade | [ 116 ]     |
|         | Rogério Marinho    | 1 de fevereiro de 2023 | até a atualidade | [ 119 ]     |

### Suplente
| Suplente | Suplente       | Período             | Período               | Referências |
| -------- | -------------- | ------------------- | --------------------- | ----------- |
|          | Flávio Azevedo | 19 de junho de 2024 | 17 de outubro de 2024 | [ 120 ]     |